# Branco di Mileto
Branco (in greco antico: Βράγχος?, Bránchos) è un personaggio della mitologia greca. I suoi discendenti, i Branchidi, furono un influente clan di profeti.

## Mitologia
Figlio di Apollo (oppure figlio di Smicro ed amante di Apollo), nacque da una donna di Mileto che, già incinta, disse di aver sognato che il sole le entrava dalla gola e le usciva dal ventre ed una volta divenuto grande il fanciullo avrebbe incontrato il padre che, dopo averlo abbracciato, gli avrebbe dato uno scettro e una corona.
Un'altra leggenda vuole che Branco fosse soltanto un pastore di cui Apollo si era invaghito e a cui aveva dato il dono di profetizzare. In seguito il giovane mortale eresse ad Apollo un tempio a Didima e un santuario a Mileto.